# Obongi (district)
Obongi is een district in het noorden van Oeganda. Hoofdstad van het district is de stad Obongi. Het district telde in 2020 naar schatting 49.100 inwoners op een oppervlakte van 847 km². De oostgrens van het district wordt gevormd door de Witte Nijl.
Het district werd opgericht in 2019 door afsplitsing van het district Moyo. Het district is opgedeeld in 1 town council (Obongi) en 3 sub-counties (Aliba, Gimara en Itula).